# 3e régiment de transmissions (Italie)

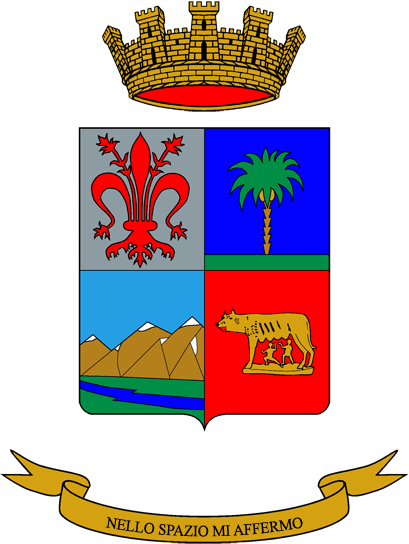
Blason 3e régiment de transmissions

Le 3e régiment de transmissions italien (3° Reggimento Trasmissioni) est un régiment italien, dont l’état-major est situé à Rome dans le fort Trionfale, est constitué de trois bataillons.

## Les bataillons
- Le bataillon Lanciano est le bataillon de commandement du régiment, il est basé à Rome ;
- Le bataillon Abetone (qui a repris les traditions du 43e bataillon de transmissions) est caserné à Florence ;
- Le bataillon Gennargentu (qui a repris les traditions du 47e bataillon de transmissions) est caserné à Cagliari, dans la caserne Riva Villasanta.

## Opérations auquel le régiment a participé

### À l’étranger
Le régiment n’a pas participé directement à des missions à l’étranger mais a formé du personnel spécialisé et qualifié pour les missions internationale de l’ISAF (en Afghanistan), de la KFOR (au Kosovo), de la SFOR et de l’Eufor (en Bosnie-Herzégovine et en Irak). Il a réussi à combler la carence en personnel hautement qualifié des 1er, 2e, 7e et 11e régiments italiens.